# Az Anubisz házának rejtélyei epizódjainak listája
Ez a szócikk az Anubisz házának rejtélyei című amerikai-angol televíziós sorozat epizódlistáját tartalmazza.

## Évados áttekintés
| Évad | Évad | Epizódok | Eredeti sugárzás | Eredeti sugárzás  | Magyar sugárzás  | Magyar sugárzás     |
| Évad | Évad | Epizódok | Évadpremier      | Évadfinálé        | Évadpremier      | Évadfinálé          |
| ---- | ---- | -------- | ---------------- | ----------------- | ---------------- | ------------------- |
|      | 1.   | 60       | 2011. január 1.  | 2011. február 19. | 2011. június 13. | 2011. augusztus 24. |
|      | 2.   | 90       | 2012. január 9.  | 2012. március 9.  | 2012. május 28.  | 2012. november 2.   |
|      | 3.   | 40       | 2013. január 3.  | 2013. április 11. |                  |                     |

## Első évad (2011)
| 1-5. | "Titkok háza" / "A magatartás háza" / "A Fekete Madár háza" / "A bátorság háza" / "Hazugságok háza" | 2011. január 1.   | 2011. június 13-16. |  |  |  |  |
| Nina Martin, amerikai tinédzser lány megérkezik az Egyesült Királyság legnagyobb hírű bentlakásos iskolájába. A házat, melyben elszállásolják, igen misztikusnak találja első benyomása alapján. Patricia számára úgy tűnik, hogy legjobb barátnője, Joy eltűnt, miután az igazgató, Mr Sweet az irodájába hívta. Mikor Patricia visszamegy a szobájába, hátha ott találja Joyt, már Nina van ott, aki pakol ki a bőröndjéből, de Joy telefonja és plüssállata még mindig ott van. Mindezek előtt Victor telefonon beszél, aminek a végén azt halljuk, hogy „a barátai nem fognak problémát okozni”. A folyosói veszekedést Nina és Patricia között Victor zavarja meg, aki azt állítja, hogy Joyt szülei másik iskolába íratták. A következő nap az ebéd „kajacsatába” torkollik, amit Alfie és Jerome kezdeményez. Patricia kapva az alkalmon leönti Ninát, mintha az véletlen lett volna, majd az esetről azt mondja Victornak, hogy Nina kiöntötte a vizet. Eközben Ninát felhívja Nagymamája, akinek azt hazudja sírva, hogy jól beilleszkedett és sok barátja van már, azonban egyáltalán nem sikerült beilleszkednie, csak Fabian mutat kedvességet felé. Victor a Patriciától elvett tárgyakat, melyek Joyhoz tartoznak, széttöri és elégeti. Este, Patricia, fogmosás közben belepillant a tükörbe és azt látja benne, hogy „Segíts, Joy!” Mire szól a többieknek, már csak azt látják, hogy Nina letörli a tükröt, ezzel is fokozva az ellenszenvességét Patricia szemében. A következő nap reggel Jerome felveti, hogy Alfie volt a tettes, de Patricia egyelőre még mindig a Nina-féle összeesküvésben hisz. Nina korábban indul el az iskolába, de az Anubisz ház előtt találkozik egy idős hölggyel, aki azt állítja, egykor a házban lakott. Látva hogy a hölgy valószínűleg beteg, azt mondja neki, várja meg, hoz segítséget.Kiderül, hogy az üzenetet tényleg Alfie írta a tükörre, hogy Patriciát megviccelje. Nina, miután visszakíséri Sarah-t a öregek otthonába, meglepődik: az ápolónő azt mondja, Sarah-t Emilynek hívják, ezért minden bizonnyal az idős hölgy múltja ismeretlen számukra. A nő egy medált ad Ninának, mert azt mondja ismeri őt, ezt alátámasztja, hogy tudja a nevét, anélkül, hogy Nina említette volna. Sarah azt mondja vigyázzon a Fekete Madárral, amit Nina nem tud mire vélni. Patricia tovább nyomoz, kérdőre vonja az igazgatót, Mr. Sweetet is. Megbékélést tettetve, Patricia azt mondja, meg kell csinálnia a beavatási ceremóniát Ninának, amit mindenkinek meg kellett, bár Fabian alapján ezt csak a lány találja ki. Elsőként el kell lopnia a padlás kulcsát Victortól, az Anubisz-ház gondnokától, de miközben kifelé jön a szobából a kulccsal elesik, és Victor meglátja. Amber féltékeny Marára és Mickre, mert túl sokat tanulnak együtt, ráadásul Mick ugyanolyan karkötőt ad mindkettejüknek. Ezért a drámaórán megcsókolja Alfie-t, csak azért, hogy MIcket féltékennyé tegye. Nina a kulcs ellopása után éjfélkor felmegy a padlásra, de miután becsukja az ajtót, Patricia bezárja azt, követelve tőle, mondja el mit tud Joy eltűnéséről. Nina szemmel láthatóan fél és azt állítja nem tud semmit. Patricia nem hisz neki, ezért otthagyja a padláson. Mindeközben a zaj hallatára megérkezik Victor, aki mindenkit a szobájába küld aludni, majd felmegy a padlásra. A lépcsőknél már nincs ott ekkor Nina. | |                   |                     |  |  |  |  |
| 6-7. | "Zárak háza" / "A szemek háza"                                                                      | 2011. január 2.   | 2011. június 20.    |  |  |  |  |
| Ninának sikerül elrejtőznie Victor elől egy rejtett szobában a padláson, amit a Sarahtól kapott nyaklánccal tudott kinyitni. Közben Amber és Fabian utasítja Patriciát, hogy adja oda nekik a kulcsot, de ő azt mondja, kidobta azt az ablakon. Szerencsére Nina a hajtűjével ki tudja nyitni az ajtót. Ezzel Nina teljesítette a „beavatási ceremóniát”. Következő nap Fabian együtt megy iskolába Ninával és a bokrokban megtalálja a kulcsot. Nina úgy dönt megtartja, hogy újra felmehessen a padlásra. (Ez az egyedüli hely, ahol tényleg befogadottnak érezte magát.) Patricia hallja a tanárok beszélgetését arról, hogy történt valami Joy-jal és, hogy a tanárok is benne vannak. Marát kéri meg, hogy falazzon, amíg ő ellopja Joy aktáját Mr. Sweet irodájából, azonban a tanár rájön és Victor azonnali táskaátkutatást rendel el. Eközben Jerome elintéz egy randit Alfie és Amber között, de direkt megmásítja az üzenetet, így Amber Micket várja a mosodában. Ugyanezen este, Fabian és Nina újra felmennek a padlásra, hogy megtudják, mi az a szempár a titkos szobában, majd rájönnek, hogy egy festmény az, hátulján egyiptomi hieroglifákkal. Nina megemlíti, hogy Sarah őt bízta meg a kincs megvédésével, ezért úgy döntenek, újra beszélnek vele. | |                   |                     |  |  |  |  |
| 8-9. | "Napirendek háza" / "Kulcsok háza"                                                                  | 2011. január 2.   | 2011. június 22.    |  |  |  |  |
| Patricia bejelenti Joy eltűnését a rendőrségen. Nina és Fabian kis kutatás után megfejtik a hieroglifák jelentésését, és Nina úgy gondolja a kincs a lépcső 8. lépcsőfoka alatt van. Sikerül megtalálni azt a bizonyos 8. lépcsőfokot, bár Nina elsőre nem veszi észre, de egy kulcs van alatta. Szerencsére Fabian észreveszi. Fabian megfenyegeti Jerome-ot, hogy ha nem mondja el Micknek és Ambernek az igazságot, elmondja, hogy korábbi házi feladatait adja el alsóbb éveseknek. Így hát Mick és Amber újra összejönnek és eldöntik, hogy rendeznek egy „újra együtt”-partit. | |                   |                     |  |  |  |  |
| 10-11. | "A felfedezés háza" / "Hiperház"                                                                    | 2011. január 10.  | 2011. június 24.    |  |  |  |  |
| Victor egy tollat tesz a padlásajtó tetejére, hogy tudja, ment-e fel valaki a padlásra. Így amikor Nina és Fabian felmennek a padlásra, ahol találnak néhány hengert, Victor tudja, hogy volt fenn valaki, bár nem tudja ki, mert a gyerekek mind azt mondják ők voltak (bár büntetésbe is kerülnek). Még a buli előtt Mara beszél Patriciával arról, hogy neki is tetszik Mick. Tudtuk nélkül, de Amber hallotta a beszélgetésüket. A lány mérges lesz, eldönti, hogy szobát akar cserélni Patriciával. Fabian és Nina elviszik a hengereket Fabian nagybácsijához, Ade bácsihoz, aki megállapítja, hogy azok fonográfhengerek. A fiú látott egy fonográfot a padláson, ezért vissza akarnak menni a padlásra, hogy meghallgassák őket. Patricia hallja Victort beszélgetni a rendőrrel Joyról, és Victor azt mondja „Joy el van temetve”. Ezzel Patricia számára világossá válik, hogy a rendőrség is benne van. | |                   |                     |  |  |  |  |
| 12-13. | "Csalások háza" / "Híresztelések háza"                                                              | 2011. január 11.  | 2011. június 28.    |  |  |  |  |
| Mara csal a francia teszten, bead egy Mick nevével ellátott dolgozatot is, majd az igazából Mick által kitöltöttet kidobja a kukába, azonban Jerome ezt látja, és fenyegetni kezdi. Nina és Fabian visszalopóznak a padlásra, de amikor meg akarják hallgatni a hengereket, a fonográf hangos sikító hangot ad ki, ezért fel kell hagyniuk tervükkel aznapra. Patrica lát valakit az iskola előtti területen, aki őt bámulja, azt hiszi egy szellem az. De mivel senki más nem látta, senki sem foglalkozik a történtekkel. Megpróbál a tanárától, Mr. Winklertől segítséget kérni, aki meg is ígéri, hogy hinni fog neki és segít megoldani ezt az egész Joy-ügyet. Amber rajtakapja Ninát a kincs darabjaival és kényszeríti, hogy mondjon el neki mindent. Amikor Fabian és Nina újra felmegy a padlásra, Amber követi őket. | |                   |                     |  |  |  |  |
| 14-15. | "Betolakodók háza" / "A bizonyíték háza"                                                            | 2011. január 12.  | 2011. június 30.    |  |  |  |  |
| Mick rájön, hogy Mara csalt neki a francia dolgozaton, ezért mérges lesz rá. Amber megtalál egy titkos üzenetet a fal régi burkolatán "Segítség, Sarah Frobisher-Smythe". Fabian, Nina és Amber felveszik a hengereket egy diktafonra, és az egyik végén a kislány szomorúan azt mondja, a szülei nem balesetben haltak meg, hanem megölték őket. Azt gondolják, a kislány a felvételeken az idős hölgy lehet, hiszen mindkettőjüket Sarahnak hívják. Amikor Amber és Nina elmennek hozzá, meg is győződnek erről, hiszen pontosan ugyanazt a mondatot elmondja, mint ami a felvételen van. Amber felveti, hogy a csapatukat hivatalossá kéne tenni, valamint egy nevet is kitalál neki, Szibuna (Anubisz visszafelé). Egy ceremóniával hivatalossá teszik a csapatukat az erdőben, mindenki eléget egy számára kedves dolgot. Egy véletlen során sikerül kinyitniuk a kincs darabját, amiben egy versecske valószínűleg a következő nyomra utal, hogy hol lehet az. Eközben Mr. Winkler megtalálja Joy telefonjának egy darabját a kukáknál. Tovább kutat más nyomok után, de nem talál semmit. | |                   |                     |  |  |  |  |
| 16-17. | "A szembesítés háza" / "A rémület háza"                                                             | 2011. január 13.  | 2011. július 4.     |  |  |  |  |
| Patricia újra találkozik a „szellemmel”. Azonban, rájön, hogy nem szellem, hanem egy magánnyomozó, akit Rufus Zenonak hívnak és segíteni akar megtalálni Joyt. Mick csúnyán szakít Amberrel miután a lány elhanyagolja, mióta Fabiannel és Ninával van állandóan. Mr. Winkler nyomozása lezárul, szembesíti Mr. Sweetet a bizonyítékokkal, aki Victorhoz küldi őt. Miután beszélt Victorral, az irodájából teljesen megváltozva jön ki, csak elrohan Patricia mellett, aki az igazságot várta. Miután Alfie és Jerome felülírta az mp3-ra felvett anyagot, a Szibuna klub visszamegy a padlásra újra felvenni az anyagot, ahol Amber véletlenül megoldja a feladatot. Patricia találkozik Rufusszal az erdőben, hogy megbeszéljék, hogyan keresik meg Joyt; a lánynak meg kell keresnie Hórusz szemét - ugyanazt a szimbólumot, mint ami Nina nyakláncán van (amit Sarahtól kapott korábban). A csapatnak sikerül megszereznie a következő kirakóst miután a csillár az előszobában megvilágít a falon egy rejtett fiókot. Mick bocsánatot kér Ambertől, amiért olyan csúnyán szakított vele; azonban a beszélgetést megzavarja, hogy Alfie és Jerome kifüstölte az embereket a nyílt napon az iskolából. Végül Mick azt mondja Ambernek, szereti, de csak barátként. A Sibuna továbbhallgatja a felvételeket a régi fonográfon és egy kísértetiesen hasonló hangot hallanak Victoréhoz. | |                   |                     |  |  |  |  |
| 18-19. | "Lángok háza" / "Járatok háza"                                                                      | 2011. január 14.  | 2011. július 6.     |  |  |  |  |
| Patricia meglátja Nina nyakláncát, és felismeri a Hórusz-jelet, ezért felhívja Rufust és tájékoztatja őt. Sibuna kinyitja a következő kirakóst, hogy felfedjék a második rejtvényt. Ez arra utal, hogy a kandallóval lesz kapcsolatos, ezért át kell nézniük a házban lévő házakat. Közben a pincében egy furcsa szertartás zajlik Viktor vezetésével a tanárokkal és pár idegennel. A tanárok elkobozzák Patricia telefonját, így megtudják hogy kapcsolatban áll Rufussal (Rufus Zeno másik neve Renee Zeldman) és árulónak nevezik. Sibunának sikerül megnyitni egy kályhát a konyhában, amit Nina nyaklánc nyit, ez a járat a pincébe vezet, ahol megtalálják a következő nyomot – egy rész kötésre használatos gyűrű kóddal a belsejében. De Viktor leindul a pincébe, ezért a szekrényben bújnak el. Látják, hogy Victor egy furcsa folyadékot iszik és előtte azt mondja: „az életre”. | |                   |                     |  |  |  |  |
| 20-21. | "Az ember rabló háza" / "A macska rabló háza"                                                       | 2011. január 18.  | 2011. július 11.    |  |  |  |  |
| Amber és Nina találnak egy fekete macskát amely a pincéből került elő. Amber betegnek tetteti magát, hogy vigyázzon a cicára, de az eltűnik miközben ő alszik. Patricia rábeszélni Ninát, hogy találkozzon Rufussal és mutassa meg a nyakláncát. Elindulnak együtt a találkozó helyre és szemtanúi lesznek annak ahogy Victor elkapja Rufust és berakja egy kocsiba. Patriciát beavatják a sibuna titkába és elmondják Victor lehet hogy élet elixírt ivott és most ez örök életed ad neki. Arra jutottak, hogy az iskolai darab segítségével kipróbálják Victort. Aztán a pincében megtalálják az eltűnt macskát kitömve így Trudyhoz fordulnak segítségért aki megkéri Victort, hogy mutassa meg a pincét nekik. Mikor lemennek az összes kotyvalék és kitömött állat eltűnik a macska pedig él. Viktor elküldi Trudyt. | |                   |                     |  |  |  |  |
| 22-23. | "Kamerák háza" / "Számok háza"                                                                      | 2011. január 19.  | 2011. július 12.    |  |  |  |  |
| Miután Trudy elment, Victor biztonsági kamerákat szerel fel, hogy kémkedhessen a gyerekek után. Mara kihívja Micket egy sport kvíz versenyre, és legyőzi. Miután bizonyította magát, felajánlja, hogy segít az edzésben. Nina talál egy cikket Tutankhamon kincséről és Anubisz házának eredeti tulajdonosairól, akik elloptak valamit a sírból, amit sosem találtak meg. Mick apjának köszönhetően Victor leszereli a kamerákat és visszahívja Trudyt. A rejtvény a lépcső alá vezeti a Sibunát, ahol régi fényképeket találnak Victorról 1925-ből, amiken ugyanolyan mint most. | |                   |                     |  |  |  |  |
| 24-25. | "Kísértetek Háza" / "Csalók háza"                                                                   | 2011. január 20.  | 2011. július 14.    |  |  |  |  |
| | |                   |                     |  |  |  |  |
| 26-27. | "A jellem Háza" / "A vészhelyzet háza"                                                              | 2011. január 21.  | 2011. július 16.    |  |  |  |  |
| | |                   |                     |  |  |  |  |
| 28-29. | "A találkozások Háza" / "Emlékek háza"                                                              | 2011. január 24.  | 2011. július 18.    |  |  |  |  |
| | |                   |                     |  |  |  |  |
| 30-31. | "A dráma Háza" / "A Kódok háza"                                                                     | 2011. január 25.  | 2011. július 20.    |  |  |  |  |
| | |                   |                     |  |  |  |  |
| 32-33. | "A veszély Háza" / "A tolvajok háza"                                                                | 2011. január 26.  | 2011. július 22.    |  |  |  |  |
| | |                   |                     |  |  |  |  |
| 34-35. | "A kockázat Háza" / "A színlelések háza"                                                            | 2011. január 27.  | 2011. július 24.    |  |  |  |  |
| | |                   |                     |  |  |  |  |
| 36-37. | "A találkozás Háza" / "A kiszabadítás háza"                                                         | 2011. január 28.  | 2011. július 26.    |  |  |  |  |
| | |                   |                     |  |  |  |  |
| 38-39. | "A házi őrizet Háza" / "Félrevezetés háza"                                                          | 2011. január 31.  | 2011. július 28.    |  |  |  |  |
| | |                   |                     |  |  |  |  |
| 40-41. | "Az idő Háza" / "Az űrlények háza"                                                                  | 2011. február 1.  | 2011. július 30.    |  |  |  |  |
| | |                   |                     |  |  |  |  |
| 42-43. | "A maszkok Háza" / "Az üldözés háza"                                                                | 2011. február 2.  | 2011. augusztus 1.  |  |  |  |  |
| | |                   |                     |  |  |  |  |
| 44-45. | "A tegnap Háza" / "A győzelem háza"                                                                 | 2011. február 3.  | 2011. augusztus 3.  |  |  |  |  |
| | |                   |                     |  |  |  |  |
| 46-47. | "A megvesztegetés Háza" / "A méreg háza"                                                            | 2011. február 4.  | 2011. augusztus 12. |  |  |  |  |
| | |                   |                     |  |  |  |  |
| 48-49. | "Csillagok Háza" / "Kegyetlenség háza"                                                              | 2011. február 15. | 2011. augusztus 19. |  |  |  |  |
| | |                   |                     |  |  |  |  |
| 50-51. | "Fények Háza" / "Hűség háza"                                                                        | 2011. február 16. | 2011. augusztus 20. |  |  |  |  |
| | |                   |                     |  |  |  |  |
| 52-53. | "Kártevők Háza" / "Cserbenhagyás Háza"                                                              | 2011. február 17. | 2011. augusztus 22. |  |  |  |  |
| | |                   |                     |  |  |  |  |
| 54-55. | "Kinyilatkoztatás Háza" / "Nehézségek Háza"                                                         | 2011. február 18. | 2011. augusztus 23. |  |  |  |  |
| | |                   |                     |  |  |  |  |
| 56-60. | "Hallgatás Háza" / "Kémek Háza" / "Csípés Háza" / "A Soha Háza" / "A Mindörökre Háza"               | 2011. február 19. | 2011. augusztus 24. |  |  |  |  |
| | |                   |                     |  |  |  |  |

## Második évad (2012)
| 1-2. | "Hello háza" / "Babák háza"                                       | 2012. január 9.   | 2012. május 28.                     |  |  |  |  |
| |                                                                   |                   |                                     |  |  |  |  |
| 3-4. | "Szellemek háza" / "Zsarolás háza"                                | 2012. január 10.  | 2012. május 29-30.                  |  |  |  |  |
| |                                                                   |                   |                                     |  |  |  |  |
| 5-6. | "Riválisok háza" / "Arcok háza"                                   | 2012. január 11.  | 2012. május 31-június 1.            |  |  |  |  |
| |                                                                   |                   |                                     |  |  |  |  |
| 7-8. | "Rejtély háza" / "Rémálmok háza"                                  | 2012. január 12.  | 2012. június 4-5.                   |  |  |  |  |
| |                                                                   |                   |                                     |  |  |  |  |
| 9-10. | "Kombinációk háza" / "Szakítás háza"                              | 2012. január 13.  | 2012. június 6-7.                   |  |  |  |  |
| |                                                                   |                   |                                     |  |  |  |  |
| 11-12. | "Alagutak háza" / "A viszlát háza"                                | 2012. január 16.  | 2012. június 10-11.                 |  |  |  |  |
| |                                                                   |                   |                                     |  |  |  |  |
| 13-14. | "Védelem háza" / "Betűk háza"                                     | 2012. január 17.  | 2012. június 12-13.                 |  |  |  |  |
| |                                                                   |                   |                                     |  |  |  |  |
| 15-16. | "Kicsoda háza" / "Csalások háza"                                  | 2012. január 18.  | 2012. június 14-15.                 |  |  |  |  |
| |                                                                   |                   |                                     |  |  |  |  |
| 17-18 | "Véletlenek háza" / "A kiosztások háza"                           | 2012. január 19.  | 2012. június 18-19.                 |  |  |  |  |
| |                                                                   |                   |                                     |  |  |  |  |
| 19-20 | "Titkos vonzalmak háza" / "Szédülés háza"                         | 2012. január 20.  | 2012. június 20-21.                 |  |  |  |  |
| |                                                                   |                   |                                     |  |  |  |  |
| 21-22 | "Növekvő nyomás háza" / "Deja Vu háza"                            | 2012. január 23.  | 2012. június 22., 25.               |  |  |  |  |
| |                                                                   |                   |                                     |  |  |  |  |
| 23-24 | "Csukják háza" / "Megtévesztés háza"                              | 2012. január 24.  | 2012. június 26-27.                 |  |  |  |  |
| |                                                                   |                   |                                     |  |  |  |  |
| 25-26 | "SIBUNA háza" / "A visszavágás háza"                              | 2012. január 25.  | 2012. június 28-29.                 |  |  |  |  |
| |                                                                   |                   |                                     |  |  |  |  |
| 27-28 | "Ingák háza" / "Patthelyzet háza"                                 | 2012. január 26.  | 2012. július 2-3.                   |  |  |  |  |
| |                                                                   |                   |                                     |  |  |  |  |
| 29-30 | "Segítség háza" / "Fóbiák háza"                                   | 2012. január 27.  | 2012. július 4-5.                   |  |  |  |  |
| |                                                                   |                   |                                     |  |  |  |  |
| 31-32 | "Akadályok háza" / "A takarodó háza"                              | 2012. január 30.  | 2012. július 6., 9.                 |  |  |  |  |
| |                                                                   |                   |                                     |  |  |  |  |
| 33-34 | "Zsákutcák háza / Hálók háza"                                     | 2012. január 31.  | 2012. július 10-11.                 |  |  |  |  |
| |                                                                   |                   |                                     |  |  |  |  |
| 35-36 | "Falazások háza/Vigyázók háza"                                    | 2012. február 1.  | 2012. július 12-13.                 |  |  |  |  |
| |                                                                   |                   |                                     |  |  |  |  |
| 37-38 | "Csapások háza/Csípések háza"                                     | 2012. február 2.  | 2012. július 16-17.                 |  |  |  |  |
| |                                                                   |                   |                                     |  |  |  |  |
| 39-40 | "Hátbatámadás háza/Drótok háza"                                   | 2012. február 3.  | 2012. július 18-19.                 |  |  |  |  |
| |                                                                   |                   |                                     |  |  |  |  |
| 41-42 | "Irigységek háza/Nevek háza"                                      | 2012. február 6.  | 2012. július 20., 23.               |  |  |  |  |
| 43-44 | "Bizonyíték háza/Géniuszok háza"                                  | 2012. február 7.  | 2012. július 24-25.                 |  |  |  |  |
| 45-46 | "Rágalmazás háza/Elhamarkodottság háza"                           | 2012. február 8.  | 2012. július 26-27.                 |  |  |  |  |
| 47-48 | "Sajnálom háza/Hex háza"                                          | 2012. február 9.  | 2012. szeptember 4-5.               |  |  |  |  |
| 49-50 | "Csend háza/Figyelmeztetés háza"                                  | 2012. február 10. | 2012. szeptember 6-7.               |  |  |  |  |
| 51-52 | "Állapotok háza/Sajnálat háza"                                    | 2012. február 13. | 2012. szeptember 10-11.             |  |  |  |  |
| 53-54 | "Heists háza/Alibi háza"                                          | 2012. február 14. | 2012. szeptember 12-13.             |  |  |  |  |
| 55-56 | "Feledés háza/Szimatolás háza"                                    | 2012. február 15. | 2012. szeptember 14., 17.           |  |  |  |  |
| 57-58 | "Visszaverődések háza/Beépítettek háza"                           | 2012. február 16. | 2012. szeptember 18-19.             |  |  |  |  |
| 59-60 | "Állatöv háza/Cserék háza"                                        | 2012. február 17. | 2012. szeptember 20-21.             |  |  |  |  |
| 61-62 | "Kereskedelem háza/Mágia háza"                                    | 2012. február 21. | 2012. szeptember 24-25.             |  |  |  |  |
| 63-64 | "Trükkök háza/Suttogás háza"                                      | 2012. február 22. | 2012. szeptember 26-27.             |  |  |  |  |
| 65-66 | "Kétszínűek háza/Kísérő háza"                                     | 2012. február 23. | 2012. szeptember 28., október 1.    |  |  |  |  |
| 67-68 | "Gyűjtemények háza/Elmélkedés háza"                               | 2012. február 24. | 2012. október 2-3.                  |  |  |  |  |
| 69-70 | "Szabotázs háza/Kilenc élet háza"                                 | 2012. február 27. | 2012. október 4-5.                  |  |  |  |  |
| 71-72 | "Hamisítás háza/Kirabolás háza"                                   | 2012. február 28. | 2012. október 8-9.                  |  |  |  |  |
| 73-74 | "Fagyasztás háza/Időtúllépés háza"                                | 2012. február 29. | 2012. október 10-11.                |  |  |  |  |
| 75-76 | "Apák és fiúk háza/Illúzió háza"                                  | 2012. március 1.  | 2012. október 12., 15.              |  |  |  |  |
| 77-78 | "Álmok háza/Kelepce háza"                                         | 2012. március 2.  | 2012. október 16-17.                |  |  |  |  |
| A Sibunának játszania kell az ókori egyiptomi játékot, a Senetet - és a tét nagy. Joynak még mindig nehéz Mara miatt, mert amikor Mr Sweet azt mondja neki, hogy nevezze Marat a blog versenyre, Joynak más tervei vannak. Trudynak furcsa álmai vannak - lehet, hogy az emlékei visszatérnek? Victor és Vera titokban gyakorolják a Senet játékot Victor irodájában, miközben a Sibuna találkozik Jasperrel, aki azt mondja nekik, Rufus tudja, hogy becsapták, és hamarosan a Sibuna megtalálja a játék szabályait egy nem egyező csempén a könyvtár padlóján. Jerome megpróbál közelebb kerülni Marahoz, de felfedezi, hogy a lány még mindig nem lépett túl Micken. Lent az alagútban katasztrófa történik, amikor Nina a rossz mezőre lép és a padló megnyílik alatta. |                                                                   |                   |                                     |  |  |  |  |
| 79-80 | "Fantom háza/Hangok háza"                                         | 2012. március 5.  | 2012. október 18-19.                |  |  |  |  |
| A Sibuna aggódik Nina eltűnése miatt és meg kell magyarázniuk az iskolában, a házban a gyanakvó Victornak és Veranak, és a dühös Senkharanak is. Joy beküldi a cikkét a versenyre, de Mara azt hiszi, hogy az ő cikkét küldi be. Eddie tudja, hogy a Joy hazudott Maranak és elmondja Jeromenak. Amikor Nina felébred, egy földalatti cellában találja magát, egyedül... A szomorú Fabian mindent el akar mondani Mr. Sweetnek, de aztán amíg Mr. Sweet nincs az irodában, megtudja hogy Nina még életben van. Patrica megpróbál összejönni a barátjával, Eddievel, de nem nagyon sikerül. Nina látja Id. Victor Rodenmaar-t. Fabian rosszul lép a Senetben és a dolgok még rosszabbra fordulnak. |                                                                   |                   |                                     |  |  |  |  |
| 81-82 | "Hadászat háza/Memória háza"                                      | 2012. március 6.  | 2012. október 22-23.                |  |  |  |  |
| Patricianak köszönhetően Alfie nem zuhan le. Eddie és Jerome elmondják, hogy Joy nem nyújtotta be Mara a cikkét az internetes versenyre. A csapat aggódik Alfieért és Fabian megkéri Joyt, hogy segítsen - meg kell nyerniük a játékot valahogy. Nina megtudja, hogy minden kiválasztottnak van egy védelmezője. Trudy felhív egy orvost, hogy segítsen neki neki visszaállítani az emlékeit, de Vera kétségbeesik, és úgy dönt, hogy lemondja Trudy igazi találkozóját, és megkér valakit, hogy tegyen úgy, mintha orvos lenne. Fabian látja Victort senetet játszani. Alfie és Amber úgy döntenek, hogy kémkednek Vera és az orvos után, és kiderítik, hogy az "orvos" hamis emlékeket helyezett el Trudy fejében, és hogy Vera ugyanezt akarja tenni velük. Közben Joy próbál megbirkózni a Senet játék feladataival a könyvtárban, amikor egy titkos ember, Trudy orvosa meglátogatja Jaspert és leveszi a maszkját ... |                                                                   |                   |                                     |  |  |  |  |
| 83-84 | "Igénylők háza/Nagy baj háza"                                     | 2012. március 7.  | 2012. október 24-25.                |  |  |  |  |
| Joy rájön, hogy Trudy orvosa Rufus volt. Mara zavaros - valamit érez Jerome iránt? Vera követi az orvos utasításait, hogy megpróbálja irányítani a Sibuna tagjait. Nem tudja, hogy azért játszanak Victorral, hogy megtudják, mennyit tud Victor a Senetről. De a terv meghiúsul, amikor Alfie leesik... Jerome tudja, hogy bajban van, amikor meglátja Rufust az Anubis házban. Amikor Alfie leesik, Ninat találja a pincében. Rufus elrabolja Jeromeot, és senki sem tudja, hol van. Victor aggódik Alfie miatt, és Verat hibáztatja, amiért a tanulókat gyalogként használták. Amber beszélget Alfievel, és szeretné, hogy újra együtt legyenek. Senkhara az Osiriant keresi, és éjszaka megjelenik Fabiannél és Eddienél. |                                                                   |                   |                                     |  |  |  |  |
| 85-86 | "Csapdák háza/Karó háza "                                         | 2012. március 8.  | 2012. október 26., 29.              |  |  |  |  |
| Eddie és Fabian ugyanazt álmodták. Id. Victor Rodenmaar azt mondja Ninanak, hogy óvakodjon Senkharatól, és eltávozik. Mara megnyeri az év bolggere versenyt, de Jerome eltűnése miatt túlságosan nyugtalan ahhoz, hogy ünnepeljen. Eddienek nem tetszik, hogy Patricia folyton a sibunával van. A pincében Fabian és Joy nem ért egyet abban, hogy Amber hova lépjen, Patricia és Amber is leesik. Fabian végül egyedül fejezi be a játékot. A maszk előtt két kulcsot talál. Az egyikkel a barátokhoz, a másikkal a maszkhoz juthat. A barátokat választja, és kiszabadítja eltűnt társait. Eközben Eddienek eszébe jut Jerome "nagybátyjának" neve, de nem érti, hogy Patricia mitől ijedt meg. Victor nagyon ideges lesz, amikor meglátja, hogy Rufus Verat hívja. Senkhara nagyon dühös lesz, hogy Joy és Fabian nem a maszkot választották. Azt mondja Ninanak, hogy holnap napnyugtakor valakinek életét veszi. |                                                                   |                   |                                     |  |  |  |  |
| 87-90 | "Küldetések háza/Foglyok háza/A kiválasztott háza/Szabadság háza" | 2012. március 9.  | 2012. október 30-31., november 1-2. |  |  |  |  |
| Eddie segítségével Mara rájön, hogy Jerome mennyit jelent neki. De egy nagyobb meglepetés is vár rá. Mick eljött, hogy megbeszélje a dolgokat, így Mara nagyon ideges lesz az új és bonyolult kapcsolata miatt Jemome -mal. Közben Victor elküldi Verat és Patricia elmondja a Sibunának hogy Rufus elrabolta Jeromeot. Fabian, Patricia és Alfie elindulnak kiszabadítani, míg Amber, Nina és Joy próbálják megtalálni a maszk tartalék kulcsát a Frobisher könyvtárban. Ahogy Victor megtalálja az utolsó nyomot Ízisz könyvében, Eddie nagy bajba keveredik, amikor a Sibunát követi a pajtába. Nina, Joy, és Amber megtalálják a maszk kulcsát a titkos fiókban, amiben Ízisz könyvének kellene lennie. Fabian, Patricia és Alfie megtudja, Rufus igazából azért akarja a maszkot, hogy istenként léphessen a túlvilágra. Poppynak nagyobb szüksége lenne Jeromera az apjuk tárgyalásán mint eddig bármikor, de a pajtából Rufus már elhajtott vele. Amikor a Sibuna elindult megmenteni, Eddiet találta helyette. Nina megszerzi a maszkot és megtudja Senkhara szörnyű tervét. Senkharanak át kell vennie egy testet ahhoz, hogy a túlvilágra léphessen, és ott uralkodhasson. Ha Nina felveszi a maszkot, mindketten a túlvilágra lépnek. Kiderül, hogy Frobisher Smythe újabb trükkjével találkoztak, és a maszk az alagútban nem az igazi. Senkhara azt mondja Ninanak, hogy szerezze meg a maszkot, vagy megfizet érte. Victor megtalálta az utolsó nyomot Ízisz könyvében. Rájön, hogy a maszknak az alagútban nincs harmadik szeme. Egy verseny folyik az idővel az igazi maszk megtalálásáért. Időközben Jerome apjának meghallgatásán Mara és Poppy remélik, hogy Jerome megváltozott, és el fog jönni. Ellentétben Mickkel, aki még mindig azt hiszi, hogy Jerome ugyanaz a tréfás gyerek, mint amilyen az elköltözése előtt volt. Közben a házban Eddie kezd furcsán viselkedni. Elkezd hangokat hallani, amik a "Kiválasztott"-at és az "Ozirián"-t suttogják. Ezután a hangok azt suttogják: "Kiválasztott - találd meg Ninat". Elfut a könyvtárba, hogy megtalálja őt. Senkhara közel van ahhoz, hogy megszerezze amire vágyott, amint a Sibuna megtalálja az igazi maszkot a kiállításon. Eddie fut a könyvtárhoz az ékkővel és Nina rájön, hogy ő az Osirian. Elveszi az ékkövet tőle, és a maszkra teszi. Amikor felveszi, arany könnyeket sír. Senkhara átveszi Nina testét, és elindul vele a túlvilágra. Megpróbál villámot szórni Fabianre, de Joy félrelöki, így őt találja el. Eddie elveszi Senkhara koronáját, ami ki volt állítva. Ninara fordítja, és pontosan tudja, hogy mit kell mondania ahhoz, hogy elűzze Senkharat Nina testéből. Rufus nem adja fel, elveszi a maszkot a Ninatól. Ahogy felveszi, Senkhara odamegy hozzá, és egy átjárót nyit az egyiptomi alvilágba, és Senkharaval együtt eltűnik. A maszk a földre esik. Rufus és Senkhara elmentek, de Joy még mindig eszméletlenül fekszik a földön. Fabian és a többiek is megijedtek, mert nem érzik a pulzusát. Victor észrevett egy utolsó arany könnyet a maszkon, és belecseppentette Joy szájába. A színek visszatértek az arcára, és köhögni kezdett. A többiek megkönnyebbülten sóhajtottak. A Sibuna tagjairól eltűnt Anubisz jele. Alfie kivette az ékkövet a maszkból, és visszaadta Jeromenak. Amber és Alfie beszélnek a kapcsolatukról, de Alfie kijelenti, bizonyos feltételei vannak (az, hogy ő választhasson álarcot a bálra). Miután mindenki elment, Victor elmondja Ninanak, hogy csak tiszta szívvel lehet belépni a túlvilágra, és ott uralkodni. Nina odaadja a gyűrűt, amit az apja szelleme adott neki. A kiállítás végén a házban bulit rendeznek. Mara mérges Jeromera, amiért nem volt ott az apja tárgyalásán, amikor Alfie odaadja neki az ékkövet, de megbocsát neki a hiányzásért. Poppy és az apja bejelentik, hogy megnyerték az ügyet, és az apja elhagyhatja a börtönt. Jerome megkéri Marat, hogy járjanak együtt, és Mara igent felel. Aztán megcsókolják egymást, miközben Mick nézi őket. Közben Eddie beszél az apjával a Oziriánról. Mr. Sweet azt mondja, hogy el fog mondani neki mindent, de nem akkor. Patricia felviszi Eddiet a "táncparkettre". Fabian meglátja Ninat és megy hogy beszéljen vele. Miután Amber egyedül hagyja őket, táncolnak, és megcsókolják egymást. Victor az irodájában megtalálja az utolsó aranykönnyet az apja gyűrűjében, és ezzel véget ér a második évad. |                                                                   |                   |                                     |  |  |  |  |

## Harmadik évad (2013)
KT is Amerikai ösztöndíjjal van a házban. A nagyapja rendelte oda őt egy küldetéssel, miszerint meg kell mentenie a világot, úgy hogy megakadályozza a gonosz (Robert Frobisher Smith) kiszabadulását, akit ha rossz lelkű szabadítja, úgy ébred fel hogy örökké gonosz lesz, ha tiszta lelkű, akkor jó marad. Nina már nem jár többé az iskolába, év elején sem jelenik meg, mert nem lehet együtt az Oziriánnal, Eddie- vel.

## Rá köve (2013)
A harmadik évad után lesz egy különleges rész, ami 69 perces. A címe Rá köve (Touchstone of Ra). Ebben a részben 4 új diák is megjelenik. Erin, Cassie, Sophia és Dexter.